# HKK Tomislav Tomislavgrad
HKK Tomislav je hrvatski košarkaški klub iz Tomislavgrada, Bosna i Hercegovina.

## Povijest
Trenutno se natječu u Ligi Herceg-Bosne
Klub ima i svoju Školu košarke koja okuplja dječake i djevojčice svih uzrasta.

## Vanjske poveznice
- Službeni blog HKK Tomislav[neaktivna poveznica]